# Policocnemis ungulatus
Policocnemis ungulatus là một loài bướm đêm trong họ Noctuidae.